# Paul Raymond (archiviste)
Pour les articles homonymes, voir Paul Raymond et Raymond.
Paul Raymond, né Paul Raymond Lechien, est un archiviste et historien français né le 8 septembre 1833 à Belleville dans la Seine, aujourd'hui Paris 20e), et mort à Pau le 27 septembre 1878.
En poste à Pau, il est une des principales sources paléographique et lexicographique du béarnais.

## Parcours
Admis en 1854 à l'École impériale des chartes, il en sortit archiviste paléographe en 1857 grâce à une thèse intitulée Du pillage de la maison et des biens de l'évêque (Ve – XIIIe siècle).
Il fut archiviste départemental des Basses-Pyrénées de sa sortie de l'École des chartes jusqu'en 1877. Il fut alors nommé secrétaire général de la préfecture des Basses-Pyrénées.
Il fut également secrétaire général de la « Société des Sciences, Lettres et Arts de Pau » de 1871 à 1877, puis président de cette société en 1877.
C'était un républicain convaincu « payant sans relâche de sa personne dans toutes les œuvres de bien public et d'instruction populaire. Il était l'âme de la Société des Sciences, Lettres et Arts de Pau et l'un des membres les plus actifs du jury des examens primaires, de la Bibliothèque populaire, etc. ».
C'était un chercheur infatigable qui entreprit un inventaire général du fonds des Archives départementales des Basses-Pyrénées. De ses recherches, il tira de nombreux matériaux qui furent publiés ou utilisés dans de nombreux ouvrages de recherche historique ou linguistique.
Il participa à la rédaction du Dictionnaire topographique de la France, comprenant les noms de lieux anciens et modernes, publié par ordre du ministre impérial de l'Instruction publique. Le volume qu'il rédigea, le Dictionnaire topographique du département des Basses-Pyrénées fut édité pour la première fois en 1863.
Il participa également à la préparation du Dictionnaire béarnais ancien et moderne publié, sous l'égide de Vastin Lespy, en 1887.

## Écrits

### Instruments de recherche
Ces outils sont à la disposition des chercheurs dans les salles de lecture des Archives départementales et des bibliothèques. 
- Inventaire sommaire des archives départementales antérieures à 1790, Basses-Pyrénées), 6 volumes grand in-8°, Paris, P. Dupont.

I. Archives civiles, Série B, Nos 1-4537, 1863. II. Archives civiles, Série B, Nos 4538-7980, 1867. III. Archives civiles, Séries C et D, 1865. IV. Archives civiles, Série E, Nos 1-1765, 1867. V. Archives civiles, Série E, Nos 1766-2410, et Supplément à la Série E (archives communales), 1763. VI. Archives ecclésiastiques, Séries G et H, 1874.
- Dictionnaire topographique du département des Basses-Pyrénées, 1863, Paris, Imprimerie Impériale, XX-208 p[6].

- Sceaux des Archives du département des Basses-Pyrénées, 1874, L. Ribaut, 385 p., illustrations hors-texte.

- Publié par V. Lespy, Dictionnaire béarnais ancien et moderne, par V. Lespy et P. Raymond, 1887, Montpellier, impr. de Hamelin frères, 2 vol. in-8°.

### Études
- Notices sur l'intendance de Béarn et sur les États de cette province, avec le catalogue des maisons nobles, 1866, Paris.
- Le Béarn sous Gaston Phœbus, dénombrement général des maisons de la vicomté de Béarn en 1385, Léon Ribaud Libraire-Editeur, 1873, Pau.
- En collaboration avec Vastin Lespy, Un baron béarnais au quinzième siècle, Gaston de Foix, seigneur de Coarraze, textes béarnais et textes en langue vulgaire, 1878, société des bibliophiles du Béarn.

- Récits d'histoire sainte en béarnais, trad. et publ. pour la première fois sur le manuscrit du XVe siècle par V. Lespy et P. Raymond, société des bibliophiles du Béarn.

- De très nombreuses autres études : voir la liste dans le Bulletin de la Société des Sciences, Lettres et Arts de Pau, tome 8, 1878-1879, p. 12-14, accessible sur Gallica